# Die Partei der Sorben
Die Partei der Sorben (Eigenschreibweise: die partei der sorben, Kurzbezeichnung: PDS) ist eine Kleinpartei in Deutschland, die sich als Sprachrohr eines modernen Sorben- bzw. Wendentums betrachtet. Sie wurde am 10. Juni 2018 in Cottbus gegründet.

## Wahlergebnisse

### Kommunalwahlen am 26. Mai 2019
Bei den Kommunalwahlen in Brandenburg traten erstmals Mitglieder der PDS bei Wahlen an. Im Landkreis Havelland ging die PDS eine Listenvereinigung mit Der PARTEI und der Piratenpartei Deutschland sowie den Wählergruppen Tierschutz, Soziales Havelland, Bürgerfreundlichkeit und HIPHOP ein. Gemeinsam errangen sie 3,4 % der Stimmen und damit zwei Sitze im Kreistag.

### Bürgermeisterwahl Falkensee am 11. Juni 2023
Bei der Bürgermeisterwahl in der Stadt Falkensee erhielt der Parteivorsitzende Lars Krause als gemeinsamer Kandidat von Die PARTEI und PDS 281 von 19.488 gültigen Stimmen und landete damit auf dem letzten Platz.

### Kommunalwahlen am 9. Juni 2024
Bei den Kommunalwahlen in Brandenburg standen Mitglieder der PDS im Landkreis Havelland in einer Listenvereinigung mit der Piratenpartei Deutschland sowie den Wählergruppen Tierschutz und HIPHOP auf den Stimmzetteln und im Landkreis Teltow-Fläming gemeinsam mit Der PARTEI. Dabei verteidigte Die PARTEI in ihrer gemeinsamen Lise mit der PDS mit 1,7 % (2019: Die PARTEI 1,7 %) ihren Sitz im Kreistag Teltow-Fläming, während die Listenvereinigung im Landkreis Havelland mit 1,2 % (2019: 3,4 %) nur noch einen Sitz (2019: 2 Sitze) im Kreistag erhielt.